# Американский институт предпринимательства
Институт американского предпринимательства (англ. American Enterprise Institute for Public Policy Research, AEI) — независимый негосударственный исследовательский институт США консервативного толка.
В 1943 году был учреждён при поддержке делового сообщества США как Американская ассоциация предпринимательства (англ. American Enterprise Association), в 1960-м переименованная в Американский институт предпринимательства (англ. American Enterprise Institute, AEI).
Институт является неправительственной организацией, финансируемой такими компаниями как Microsoft, Motorola, American Express, ExxonMobil, Chevron, AT&T и другими.

## Цели
Исследования в области государственной политики. Заявленная миссия — защищать принципы и улучшать институты американской свободы и демократического капитализма Америки: ограничение власти правительства, частное предпринимательство, индивидуальную свободу и ответственность, американскую внешнюю политику и национальную оборону путём проведения научных исследований и открытых дебатов. По уставу институт действует на внепартийной основе,. Более 20-ти научных сотрудников AEI до этого занимали посты в администрации Буша-младшего либо в комитетах и комиссиях Белого Дома в период его президентства.

## Руководство
- Директор института — Артур Брукс, председатель — Брюс Ковнер. Вице-президент совета попечителей — Ли Рэймонд[7].
- Члены учёного совета института: Ричард Перл, Линн Чейни[8], Джон Болтон, философ Леон Касс[9], Бен Ваттенберг[10] и некоторые другие.
- Старшие научные сотрудники: Ньют Гингрич, Майкл Ледин (англ. Michael Ledeen, старший научный сотрудник по вопросам общественной политики) и другие.

## Центры института
В составе института действует несколько подразделений (назыв. центры) и экспертный состав.

### Аналитический
- Даниэль Плетка[11] — вице-президент центра, также на должности эксперта по Сирии.
- Николас Эберштадт — заведующий отделом (кафедрой) политической экономии имени Генри Вендта (англ. Henry Wendt), также на должности эксперта по КНДР.
- Научные сотрудники: Дэвид Фрам[12], Алекс Поллок, Руэл Марк Герехт[13], социолог Карлин Боумен, Кеннет Грин[14], Лори Милрой[15], Джерард Александер (англ. Gerard Alexander), Джон Лотт[16], Питер Уоллисон и другие.

### Политологический
Глава центра — Кристофер ДеМуф; научные сотрудники: Скотт Уолстен (англ. Scott Wallsten), политический аналитик Норман Орнстайн, политолог Джошуа Муравчик, Фред Томпсон, политолог Джон Фортье (англ. John Fortier), Джон Ханн (англ. John Hann) и другие.
- Приглашённые учёные: Пол Вулфовиц[20][21], политолог Пьер Аснер (фр. Pierre Hassner) и другие.

### Исследовательский
- Директор исследований — Винс Хейли (англ. Vince Haley), директор отдела социально-политических исследований — теолог Майкл Новак (англ. Michael Novak), директор отдела по исследованию экономической политики — Кевин Хассет, директор отдела азиатских исследований — Джеймс Лилли[22].
  - Программа по изучению России: руководитель российских исследований, директор программы — Леон Арон[23]. Научные сотрудники: Игорь Хрестин, Кевин Ротрок (англ. Kevin Rothrock) и другие.
- Остальные научные сотрудники исследовательского центра: экономист Джеймс Глассман[24], политолог Гари Шмитт (англ. Gary Schmitt), Кара Флук (англ. Kara Flook), экономист Десмонд Лэчман[25], Чарли Шром (англ. Charlie Szrom), экономист Ягадиш Гокхейл (англ. Jagadeesh Gokhale), Джозеф Антос (англ. Joseph Antos, исследователь проблем здравоохранения), социолог Чарльз Мюррей[26], Элизабет Чейни[8], журналист Динеш Десуза (англ. Dinesh D’Souza), Алан Безансон[27], социолог Дуглас Бешаров, феминистка Кристина Хофф Соммерс (англ. Christina Hoff Sommers), Джеффри Гедмин (англ. Jeffrey Gedmin), Том Миллер, Джон Колфи (англ. John E. Calfee), аналитик Норман Орстин, Винсент Рейнхарт[28] и другие.

### Эксперты
- Ведущий эксперт — Роджер Бейт (англ. Roger Bate).
- По отраслям наук: эксперт по обороне и стратегическим вопросам — Томас Доннелли (англ. Thomas Donnelly), эксперт по обороне — Тэд Франк, эксперт по военным вопросам — Фредерик Каган, эксперт по демографии — Бен Ваттенберг[10], эксперты по экономике — Гэри Саксонхаус и экономист Филипп Свейгл, рыночный эксперт — экономист Джон Макин.
- Эксперты по странам: по КНДР — демограф и экономист Николас Эберштадт, по Сирии — Даниэль Плетка[11], по вопросам Ближнего Востока и Ирану в частности — Майкл Рубин[29].

## Видные деятели

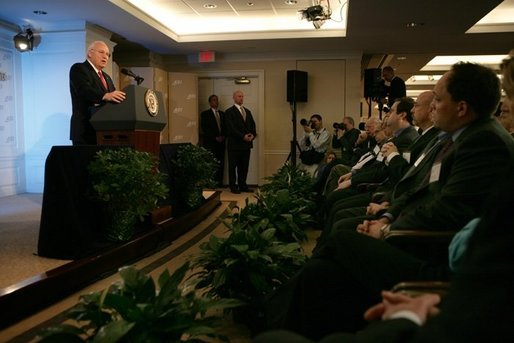
Дик Чейни в Американском институте предпринимательства

В различное время в стенах института работали такие видные деятели как 38-й президент США Джеральд Форд, экономист Уильям Феллнер, американский политик Дэвид Вурмсер (англ. David Wurmser), политолог Джин Киркпатрик (ум. в 2006 г.), астронавт НАСА Уильям Элисон Андерс (англ. William Alison Anders), польский политик Радослав Сикорский, историк-политолог Бернард Льюис (англ. Bernard Lewis), американский политик Ричард «Дик» Чейни, нидерландский политик Айаан Хирси Али, философ и публицист Ирвинг Кристол (англ. Irving Kristol) и его сын Вильям Кристол (англ. William Kristol), журналист Реймонд Моули (англ. Raymond Moley), американский социолог Роберт Нисбет, французский историк Э. Ле Руа Ладюри, современный теоретик анархо-капитализма Анри Лепаж (фр. Henri Lepage), Ольга Мосина, экономист Дипак Лал (англ. Deepak Lal), и многие другие.

## Издательство
При институте работает издательство, выпускающее журнал (вестник) института, несколько газет (в их числе посвящённая анализу процессов на американском и мировом финансовых рынках ежемесячная газета «AEI Economic Outlook»), а также работы сотрудников института.
Редактор журнала (вестника) «The American Enterprise Institute» — Карл Цинсмейстер (англ. Karl Zinsmeister).

## Другие организации
Американский институт предпринимательства партнёрствует с различными политическими, аналитическими, исследовательскими, благотворительными и др. организациями, в частности с фондом Фридриха фон Хайека и многими другими.
Американский институт предпринимательства входит в коалицию по налоговой конкурентоспособности США.